# Williams FW47
Chronologie des modèles (2025)
Williams FW46
La Williams FW47 est la monoplace de Formule 1 engagée par l'écurie britannique Atlassian Wiliams Racing dans le cadre du championnat du monde de Formule 1 2025. Elle est pilotée par le Thaïlandais Alexander Albon et l'Espagnol Carlos Sainz Jr. en provenance de la Scuderia Ferrari.

## Présentation
La Williams FW47 est présentée au public le 14 février 2025 dans une livrée provisoire, la livrée définitive étant dévoilée lors de l'événement F1 75 Live le 18 février 2025.
La voiture possède des suspensions à poussoirs, à l'avant comme à l'arrière, alors que la suspension arrière de la FW46 était à tirants,.

## Résultats en championnat du monde de Formule 1
| Saison | Écurie                   | Moteur                                               | Pneus   | Pilotes          | Courses | Courses | Courses | Courses | Courses | Courses | Courses | Courses | Courses | Courses | Courses | Courses | Courses | Courses | Courses | Courses | Courses | Courses | Courses | Courses | Courses | Courses | Courses | Courses | Points inscrits | Classement |
| Saison | Écurie                   | Moteur                                               | Pneus   | Pilotes          | 1       | 2       | 3       | 4       | 5       | 6       | 7       | 8       | 9       | 10      | 11      | 12      | 13      | 14      | 15      | 16      | 17      | 18      | 19      | 20      | 21      | 22      | 23      | 24      | Points inscrits | Classement |
| ------ | ------------------------ | ---------------------------------------------------- | ------- | ---------------- | ------- | ------- | ------- | ------- | ------- | ------- | ------- | ------- | ------- | ------- | ------- | ------- | ------- | ------- | ------- | ------- | ------- | ------- | ------- | ------- | ------- | ------- | ------- | ------- | --------------- | ---------- |
| 2025   | Atlassian Wiliams Racing | Mercedes-AMG V6 turbo hybride M15 E Performance 1.6L | Pirelli |                  | AUS     | CHN     | JAP     | BAH     | ARA     | MIA     | EMI     | MON     | ESP     | CAN     | AUT     | GBR     | BEL     | HON     | P-B     | ITA     | AZE     | SIN     | USA     | MEX     | BRE     | LVE     | QAT     | ABU     | 70              | 5e         |
| 2025   | Atlassian Wiliams Racing | Mercedes-AMG V6 turbo hybride M15 E Performance 1.6L | Pirelli | Alexander Albon  | 5e      | 7e      | 9e      | 12e     | 9e      | 5e      | 5e      | 9e      | Abd.    | Abd.    | Abd.    | 8e      | 6e      | 15e     |         |         |         |         |         |         |         |         |         |         | 70              | 5e         |
| 2025   | Atlassian Wiliams Racing | Mercedes-AMG V6 turbo hybride M15 E Performance 1.6L | Pirelli | Carlos Sainz Jr. | Abd.    | 10e     | 14e     | Abd.    | 8e      | 9e      | 8e      | 10e     | 14e     | 10e     | Np.     | 12e     | 18e     | 14e     |         |         |         |         |         |         |         |         |         |         | 70              | 5e         |

Légende : ici 
- *Le pilote n'a pas terminé la course mais est classé pour avoir parcouru 90% de la distance.